# Designerspil
Designerspil (tysk Autorenspiele "designerspil", engelsk German games, Eurogames eller German-style board games "brætspil af den tyske slags") er en bestemt genre af brætspil som oftest overholder disse egenskaber:
- Familiespil der tager maks. 1-2 timer
- Antallet af spillere er normalt fra 2-5
- Oftest bliver man ikke elimineret som f.eks. i Matador, hvor første spiller der udgår, pænt må vente til alle spillere er færdige for at være med i et nyt.
- Ikke-krigsspil, oftest er designerspil meget fredelige i modsætning til hvad folk forstår ved amerikanske brætspil.

Spil af denne type især er kendt fra Tyskland, hvor de er umådeligt populære. Derfor kaldes genren på flere sprog for "tyske" brætspil. Af kendte tyske spildesignere kan nævnes bl.a. Klaus Teuber, Reiner Knizia, Wolfgang Kramer og Friedemann Friese (med bl.a. spillet Power Grid). 
Dog har der med udbredelsen af Settlers været boom i udviklingen af spil af denne genre, hvor designere fra andre lande også har taget denne type spil til sig. Af ikke-tyske designere kan bl.a nævnes Alan R. Moon (USA) og Bruno Faidutti (Frankrig).

## Eksternt link
- GermanGames Forum Arkiveret 26. januar 2007 hos  Wayback Machine er et internetforum med temaet brætspil